# Afonso Cláudio
Afonso Cláudio, amtlich portugiesisch Município de Afonso Cláudio, ist eine Gemeinde im brasilianischen Bundesstaat Espírito Santo. Die Bevölkerung wurde zum 1. Juli 2021 auf 30.326 Einwohner geschätzt, die Afonso-Claudenser (afonso-claudenses) genannt werden und auf einer Gemeindefläche von rund 941,2 km² leben.

## Toponym
Benannt ist der Ort nach dem ersten Gouverneur von Espírito Santo Afonso Cláudio de Freitas Rosa.

## Geographie
Die Entfernung zur Hauptstadt Vitória beträgt 145 km Wegstrecke über die Autobahn BR-262. Umliegende Orte sind Laranja da Terra, Itarana und Aimorés im Norden, Santa Maria de Jetibá im Osten, Domingos Martins, Venda Nova do Imigrante und Conceição do Castelo im Süden und Brejetuba sowie Mutum im Westen. Im Westen hat die Gemeinde eine Grenze zum Bundesstaat Minas Gerais.
Das Biom ist Mata Atlântica. Die Gemeinde liegt im Bergland (região serrana) in der Serra do Castelo. Der Hauptort liegt auf niedrigen 150 Metern über Normalnull, die ländliche Fläche erreicht etwas über 400 Meter und ist hügelig bis bergig. Die Spitze liegt beim Pedra Três Pontões, ein markantes Landschaftszeichen, das auch in das Stadtwappen aufgenommen wurde.

### Klima
Die Gemeinde hat tropisches Klima, Aw nach der Klimaklassifikation nach Köppen und Geiger. Die Durchschnittstemperatur ist 22,8 °C. Die durchschnittliche Niederschlagsmenge liegt bei 1196 mm im Jahr. Der Südsommer hat höhere Niederschläge als der Südwinter.
|                   | Jan  | Feb  | Mär  | Apr  | Mai  | Jun  | Jul  | Aug  | Sep  | Okt  | Nov  | Dez  |   |      |
| Temperatur (°C)   | 25,3 | 25,5 | 24,2 | 22,5 | 21,0 | 19,9 | 20,4 | 21,4 | 22,4 | 23,5 | 24,3 | 23,5 | Ø | 22,8 |
| Niederschlag (mm) | 190  | 98   | 123  | 77   | 51   | 25   | 33   | 35   | 52   | 116  | 189  | 207  | Σ | 1196 |

## Kommunalpolitik
Bei der Kommunalwahl 2016 wurde Edélio Francisco Guedes des MDB für die Amtszeit von 2017 bis 2020 zum Stadtpräfekten gewählt. Er wurde bei der Kommunalwahl 2020 durch Luciano Roncetti Pimenta des Partido Social Liberal (PSL) für die Amtszeit von 2021 bis 2024 abgelöst.
Der Stadtrat, portugiesisch Câmara Municipal, besteht aus 11 gewählten Abgeordneten, den vereadores.

## Bevölkerungsentwicklung
Die Gemeinde macht eine langsame Entwicklung, im Laufe der letzten 30 Jahren ist eine Landflucht von etwa 12 % zu beobachten. 2010 waren rund 22,6 % der Bevölkerung Kinder und Jugendliche bis 15 Jahre.
| Jahr | Einwohner | Stadt  | Land   |
| --- | --------- | ------ | ------ |
| 1991 | 31.570    | 11.979 | 19.591 |
| 2000 | 32.232    | 14.463 | 17.769 |
| 2010 | 31.091    | 15.855 | 15.236 |
| 2021 | 30.326    | ?      | ?      |
| Hier fehlt eine Grafik, die leider im Moment aus technischen Gründen nicht angezeigt werden kann. Wir arbeiten daran! |           |        |        |

Quelle:

## Ethnische Zusammensetzung
| Gruppe      | Anteil 2000      | Anteil 2010        | Anmerkung                        |
| ----------- | ---------------- | ------------------ | -------------------------------- |
| Brancos     | 20.356 (63,16 %) | ▼ 16.925 (54,44 %) | Weiße, Nachfahren von Europäern  |
| Pardos      | 10.904 (33,83 %) | ▲ 12.394 (39,86 %) | Mischrassige, Mulatten, Mestizen |
| Pretos      | 918 (2,85 %)     | ▲ 1.541 (4,96 %)   | Schwarze                         |
| Amarelos    | – (0,00 %)       | ▲ 177 (0,57 %)     | Asiaten                          |
| Indígenas   | – (0,00 %)       | ▲ 54 (0,17 %)      | indigene Bevölkerung             |
| ohne Angabe | 53               | –                  |                                  |

Quelle: SIDRA-Datenbankabfrage

## Wirtschafts- und Sozialdaten
Das monatliche Durchschnittseinkommen lag 2018 bei dem Faktor 1,8 des Minimallohnes von Real R$ 880,00 (Umrechnung August 2020: rund 238 €), das jährliche Bruttosozialprodukt pro Kopf 2017 lag bei rund 13.573 R$ und der Index der menschlichen Entwicklung (HDI) lag 2010 bei dem mittleren Wert 0,667.

## Söhne und Töchter der Gemeinde
- Waleska, eigentlich Maria da Paz Gomes (1941–2016), Sängerin und Komponistin
- Ivan Seibel (* 1947), Mediziner und Landeshistoriker
- Rodrigo Damm (* 1980), Mixed-Martial-Arts-Kämpfer